# Saison 2017-2018 de l'Overwatch League
La saison 2017 - 2018 de l'Overwatch League est la première saison d'une compétition de sport électronique mise en place par Blizzard Entertainment sur son jeu vidéo Overwatch. Un All-Star a conclu la saison les 25 et 26 août 2018.
Pour cette première édition, douze équipes ont participé suivant un système de franchise. Le vainqueur est London Spitfire qui s'impose en finale face à Philadelphia Fusion.

## Calendrier des événements de la saison
La saison respecte plusieurs phases :
- une pré-saison, sur la période du 6 au 9 décembre 2017;
- une saison régulière découpée en quatre étapes, et se déroulant du 10 janvier au 16 juin;
- une après-saison, ou playoffs, se terminant par une finale. Lors de ces playoffs, les premiers de chaque division sont directement qualifiés pour les demi-finales. Cette phase démarre le 17 juin[1], pour se terminer le 28 juillet, drnier jour de la finale. Une phase de quart de finales oppose les quatre équipes suivantes, selon un système où l'équipe classée troisième rencontre l'équipe classée sixième, le quatrième affrontant le cinquième.
- un week-end All-Star se déroule les 25 au 26 août.

## Équipes
Douze équipes, chacune basée dans une grande ville, participent à la saison inaugurale 2018 de la Ligue. Ces franchises sont majoritairement américaines et sont divisées en deux divisions : la division Atlantique et la division Pacifique.
| Divisions           | Équipes                | Villes           | Propriétaire de l'équipe       |
| ------------------- | ---------------------- | ---------------- | ------------------------------ |
| Division Atlantique | Boston Uprising        | Boston           | Kraft Group                    |
| Division Atlantique | Florida Mayhem         | Miami et Orlando | Misfits Gaming                 |
| Division Atlantique | Houston Outlaws        | Houston          | OpTic Gaming                   |
| Division Atlantique | London Spitfire        | Londres          | Cloud9                         |
| Division Atlantique | New York Excelsior     | New York         | Sterling.VC                    |
| Division Atlantique | Philadelphia Fusion    | Philadelphie     | Comcast Spectacor              |
| Division Pacifique  | Dallas Fuel            | Dallas           | Team Envy                      |
| Division Pacifique  | Los Angeles Gladiators | Los Angeles      | Kroenke Sports & Entertainment |
| Division Pacifique  | Los Angeles Valiant    | Los Angeles      | Immortals                      |
| Division Pacifique  | San Francisco Shock    | San Francisco    | NRG Esports                    |
| Division Pacifique  | Seoul Dynasty          | Séoul            | Gen.G                          |
| Division Pacifique  | Shanghai Dragons       | Shanghai         | NetEase                        |

## Résultats
Après plusieurs mois de compétition, la finale a lieu les 27 et 28 juillet 2018 et oppose Philadelphia Fusion à London Spitfire. Après deux matchs, c'est la franchise des London Spitfire qui devient la première championne de l'Overwatch League,.
Le joueur coréen JjoNak, de l'équipe New York Excelsior, est désigné MVP de la saison, meilleur joueur.
Le All-star voit s'affronter deux sélections représentant chacune des divisions, les joueurs étant désignés par les fans. Cette édition est remportée par la Division Atlantique.
| Saison | Vainqueur       | Finaliste           | 3e/4e                                  | 5e/6e                                  | MVP                          |
| ------ | --------------- | ------------------- | -------------------------------------- | -------------------------------------- | ---------------------------- |
| 2018   | London Spitfire | Philadelphia Fusion | New York Excelsior Los Angeles Valiant | Los Angeles Gladiators Boston Uprising | JjoNak (joueur de Excelsior) |